# Riquelme Freitas
Riquelme Freitas dos Santos (São Paulo, 13 agosto 2006) è un calciatore brasiliano, centrocampista del Grêmio.

## Carriera
Cresciuto nel settore giovanile del Grêmio, ha debuttato in prima squadra il 3 aprile 2024 nell'incontro della fase a gironi di Coppa Libertadores perso 2-0 contro il The Strongest; promosso stabilmente in prima squadra a partite dalla metà del 2025, il 29 maggio ha segnato il suo primo gol in carriera tra i professionisti nella partita di Coppa Sudamericana terminata 1-0 contro lo Sp. Luqueño. Tre giorni dopo ha debuttato anche in Série A contro la Juventude.

## Statistiche

### Presenze e reti nei club
Statistiche aggiornate al 30 luglio 2025.
| Stagione        | Squadra         | Campionato      | Campionato | Campionato | Coppe nazionali | Coppe nazionali | Coppe nazionali | Coppe continentali | Coppe continentali | Coppe continentali | Altre coppe | Altre coppe | Altre coppe | Totale | Totale | Totale |
| Stagione        | Squadra         | Comp            | Pres       | Reti       | Comp            | Pres            | Reti            | Comp               | Pres               | Reti               | Comp        | Pres        | Reti        | Pres   | Reti   |        |
| --------------- | --------------- | --------------- | ---------- | ---------- | --------------- | --------------- | --------------- | ------------------ | ------------------ | ------------------ | ----------- | ----------- | ----------- | ------ | ------ | ------ |
| 2024            | Grêmio          | PD/RS+A         | 0          | 0          | CB              | 0               | 0               | CL                 | 1                  | 0                  | -           | -           | -           | 1      | 0      |        |
| 2025            | Grêmio          | PD/RS+A         | 0+5        | 0          | CB              | 0               | 0               | CS                 | 2                  | 1                  | -           | -           | -           | 7      | 1      |        |
| Totale carriera | Totale carriera | Totale carriera | 5          | 0          |                 | 0               | 0               |                    | 3                  | 1                  |             | -           | -           | 8      | 1      |        |